# لوکا بالداسین
لوکا بالداسین (انگلیسی: Luca Baldassin؛ زادهٔ ۲۸ مهٔ ۱۹۹۴) بازیکن فوتبال است.
از باشگاه‌هایی که در آن بازی کرده‌است می‌توان به باشگاه فوتبال پادوا، باشگاه فوتبال اودینزه، و باشگاه فوتبال کیه‌وو ورونا اشاره کرد.
وی همچنین در تیم ملی فوتبال Italy U-21 "C" بازی کرده‌است.